# Лозуватська сільська рада (Шполянський район)
Лозува́тська сільська́ ра́да — адміністративно-територіальна одиниця та орган місцевого самоврядування у Шполянському районі Черкаської області. Адміністративний центр — село Лозуватка.

## Загальні відомості
- Населення ради: 1 431 особа (станом на 2001 рік)

## Населені пункти
Сільській раді підпорядковані населені пункти:
- с. Лозуватка
- с. Кам'януватка

## Склад ради
Рада складалася з 16 депутатів та голови.
- Голова ради: Бойко Станіслав Миколайович
- Секретар ради: Дубик Олександр Анатолійович

### Керівний склад попередніх скликань
| Прізвище, ім'я, по батькові | Основні відомості                                                                                  | Дата обрання | Дата звільнення |
| --------------------------- | -------------------------------------------------------------------------------------------------- | ------------ | --------------- |
| Бойко Станіслав Миколайович | Сільський голова, 1963 року народження, освіта вища, член Всеукраїнського об'єднання «Батьківщина» | 26.03.2006   | 31.10.2010      |
| Бойко Станіслав Миколайович | Сільський голова, 1963 року народження, освіта вища, безпартійний                                  | 31.10.2010   |                 |

Примітка: таблиця складена за даними сайту Верховної Ради України

### Депутати
За результатами місцевих виборів 2010 року депутатами ради стали:

#### За суб'єктами висування
| Суб'єкт висування                                       | Кількість обраних депутатів | %    |
| ------------------------------------------------------- | --------------------------- | ---- |
| Партія регіонів                                         | 6                           | 37,5 |
| Політична партія Всеукраїнське об'єднання «Батьківщина» | 4                           | 25   |
| Самовисування                                           | 3                           | 18,8 |
| Соціально-екологічна партія «Союз. Чорнобиль. Україна.» | 2                           | 12,5 |
| Політична партія «Фронт Змін»                           | 1                           | 6,3  |

#### За округами
| № округу                                                | Прізвище, ім'я, по батькові      | Дата визнання обраним | Освіта             | Партійна приналежність                                        | Відомості про обраного депутата                   |
| ------------------------------------------------------- | -------------------------------- | --------------------- | ------------------ | ------------------------------------------------------------- | ------------------------------------------------- |
| Партія регіонів                                         |                                  |                       |                    |                                                               |                                                   |
| 2                                                       | Ковбаса Валерій Анатолійович     | 14.11.2010            | середня спеціальна | член Партії регіонів                                          | тимчасово не працює                               |
| 3                                                       | Гливенко Олексій Миколайович     | 14.11.2010            | вища               | член Партії регіонів                                          | СТОВ «Першотравневе», ветлікар                    |
| 8                                                       | Іщенко Надія Володимирівна       | 14.11.2010            | вища               | член Партії регіонів                                          | Лозуватська загальноосвітня школа, вчитель        |
| 12                                                      | Доменко Володимир Васильович     | 14.11.2010            | середня            | член Партії регіонів                                          | СТОВ «Першотравневе», бригадир тракторної бригади |
| 13                                                      | Смовж Валерій Васильович         | 14.11.2010            | вища               | член Партії регіонів                                          | пенсіонер                                         |
| 15                                                      | Дубик Олександр Анатолійович     | 14.11.2010            | вища               | член Партії регіонів                                          | Сільська рада, секретар                           |
| Політична партія Всеукраїнське об'єднання «Батьківщина» |                                  |                       |                    |                                                               |                                                   |
| 1                                                       | Назаренко Алла Борисівна         | 14.11.2010            | середня спеціальна | член Всеукраїнського об'єднання «Батьківщина»                 | Амбулаторія, медсестра                            |
| 4                                                       | Шпиця Ігор Валерійович           | 14.11.2010            | середня спеціальна | член Всеукраїнського об'єднання «Батьківщина»                 | тимчасово не працює                               |
| 9                                                       | Захарченко Віра Євгенівна        | 14.11.2010            | вища               | член Всеукраїнського об'єднання «Батьківщина»                 | Амбулаторія, головний лікар                       |
| 11                                                      | Кара Тетяна Миколаївна           | 14.11.2010            | вища               | позапартійна                                                  | Бібліотека, бібліотекар                           |
| Політична партія «Фронт Змін»                           |                                  |                       |                    |                                                               |                                                   |
| 14                                                      | Скворцова Оксана Петрівна        | 14.11.2010            | середня спеціальна | член Політичної партії «Фронт Змін»                           | тимчасово не працює                               |
| Соціально-екологічна партія «Союз. Чорнобиль. Україна.» |                                  |                       |                    |                                                               |                                                   |
| 6                                                       | Черненко Петро Павлович          | 14.11.2010            | середня спеціальна | член Соціально-екологічної партії «Союз. Чорнобиль. Україна.» | пенсіонер                                         |
| 7                                                       | Крамаренко Лариса Дмитрівна      | 14.11.2010            | середня спеціальна | член Соціально-екологічної партії «Союз. Чорнобиль. Україна.» | РАЙСТ, продавець                                  |
| Самовисування                                           |                                  |                       |                    |                                                               |                                                   |
| 5                                                       | Снісар Сергій Григорович         | 14.11.2010            | середня спеціальна | позапартійний                                                 | СТОВ «Першотравневе», механізатор                 |
| 10                                                      | Яцун Алла Іванівна               | 15.11.2010            | середня спеціальна | позапартійна                                                  | дитячий садок «Веселка», повар                    |
| 16                                                      | Очеретяний Олексій Володимирович | 14.11.2010            | середня            | позапартійний                                                 | СТОВ «Першотравневе», токар                       |